# Peromyia indica
Peromyia indica är en tvåvingeart som beskrevs av Grover 1964. Peromyia indica ingår i släktet Peromyia och familjen gallmyggor. Inga underarter finns listade i Catalogue of Life.